# Gran Premio di Turchia 2007
Il Gran Premio di Turchia 2007 si svolse il 26 agosto 2007 sul Circuito di Istanbul e ha visto una doppietta Ferrari, con Massa primo e Räikkönen secondo, seguiti da Alonso a completare il podio.
Lewis Hamilton, leader del mondiale è giunto invece quinto a causa del dechappamento di uno pneumatico.

## Qualifiche

### Risultati
| Pos | Nome                 | Squadra/Motore     | Q 1      | Q 2      | Q 3      |
| --- | -------------------- | ------------------ | -------- | -------- | -------- |
| 1   | Felipe Massa         | Ferrari            | 1:27.488 | 1:27.039 | 1:27.329 |
| 2   | Lewis Hamilton       | McLaren-Mercedes   | 1:27.513 | 1:26.936 | 1:27.373 |
| 3   | Kimi Räikkönen       | Ferrari            | 1:27.294 | 1:26.902 | 1:27.546 |
| 4   | Fernando Alonso      | McLaren-Mercedes   | 1:27.328 | 1:26.841 | 1:27.574 |
| 5   | Robert Kubica        | BMW Sauber         | 1:27.997 | 1:27.253 | 1:27.722 |
| 6   | Nick Heidfeld        | BMW Sauber         | 1:28.099 | 1:27.253 | 1:28.037 |
| 7   | Heikki Kovalainen    | Renault            | 1:28.127 | 1:27.039 | 1:28.491 |
| 8   | Nico Rosberg         | Williams-Toyota    | 1:28.275 | 1:27.750 | 1:28.501 |
| 9   | Jarno Trulli         | Toyota             | 1:28.318 | 1:27.801 | 1:28.740 |
| 10  | Giancarlo Fisichella | Renault            | 1:28.313 | 1:27.880 | 1:29.322 |
| 11  | Anthony Davidson     | Super Aguri-Honda  | 1:28.304 | 1:28.002 |          |
| 12  | Mark Webber          | Red Bull-Renault   | 1:28.500 | 1:28.013 |          |
| 13  | David Coulthard      | Red Bull-Renault   | 1:28.395 | 1:28.100 |          |
| 14  | Alexander Wurz       | Williams-Toyota    | 1:28.360 | 1:28.390 |          |
| 15  | Vitantonio Liuzzi    | Toro Rosso-Ferrari | 1:28.798 |          |          |
| 16  | Ralf Schumacher      | Toyota             | 1:28.809 |          |          |
| 17  | Takuma Satō          | Super Aguri-Honda  | 1:28.953 |          |          |
| 18  | Sebastian Vettel     | Toro Rosso-Ferrari | 1:29.408 |          |          |
| 19  | Adrian Sutil         | Spyker-Ferrari     | 1:29.861 |          |          |
| 20  | Sakon Yamamoto       | Spyker-Ferrari     | 1:31.479 |          |          |
| 21* | Jenson Button        | Honda              | 1:28.373 | 1:28.220 |          |
| 22* | Rubens Barrichello   | Honda              | 1:28.792 | 1:28.188 |          |

- Button e Barrichello vengono entrambi retrocessi di dieci posizioni per aver cambiato il motore

## Gara

### Risultati
Luca di Montezemolo ha chiesto una doppietta per tenere vive le speranze mondiali e i due piloti Ferrari rispondono fin dal via con Kimi Räikkönen che passa subito Lewis Hamilton ponendosi in scia a Felipe Massa. Parte al rallentatore Fernando Alonso che si ritrova alle spalle delle due Sauber BMW, vedendo dileguarsi le possibilità di lottare per la vittoria.
Il terzetto di testa allunga mentre Kubica, quarto, si ferma già al giro 12 per il primo rifornimento. Alonso si ferma al diciottesimo giro, uno dopo Heidfeld, e può salire al quarto posto, essendo già staccato di 14” da Hamilton. Massa ha un giro di carburante in più di Räikkönen e può tenere comodamente la testa, quando rifornisce al giro 19. Hamilton guida la corsa per un giro, per poi lasciare il comando a Heikki Kovalainen che rifornisce al giro 22, salendo al sesto posto, davanti a Kubica. Nel secondo tratto di gara, i due piloti Ferrari allungano portando a 8” il margine su Hamilton che può comunque limitare i danni in classifica.
Räikkönen si porta di nuovo sotto il secondo da Massa, ma rifornendo al giro 41, uno prima del compagno, non può nulla per scavalcarlo. Nel corso del quarantatreesimo giro, Hamilton, provvisorio leader, patisce il cedimento della gomma anteriore destra ed è costretto a percorrere metà tornata a bassa andatura. L’inglese scivola al quinto posto e, da lì in avanti, il suo ritmo si abbassa tanto da dover resistere al ritorno di Kovalainen.
Massa vince per la seconda volta consecutiva in Turchia, davanti a Räikkönen che paga la sbavatura commessa in qualifica. Alonso capitalizza al meglio una giornata storta, rimanendo pienamente in corsa per il titolo.
| Pos | No | Pilota               | Costruttore        | Giri | Tempo/Media                |
| --- | -- | -------------------- | ------------------ | ---- | -------------------------- |
| 1   | 5  | Felipe Massa         | Ferrari            | 58   | 1:26:42.161 - 214.107 km/h |
| 2   | 6  | Kimi Räikkönen       | Ferrari            | 58   | +2.2 sec                   |
| 3   | 1  | Fernando Alonso      | McLaren-Mercedes   | 58   | +26.1 sec                  |
| 4   | 9  | Nick Heidfeld        | BMW Sauber         | 58   | +39.6 sec                  |
| 5   | 2  | Lewis Hamilton       | McLaren-Mercedes   | 58   | +45.0 sec                  |
| 6   | 4  | Heikki Kovalainen    | Renault            | 58   | +46.1 sec                  |
| 7   | 16 | Nico Rosberg         | Williams-Toyota    | 58   | +55.7 sec                  |
| 8   | 10 | Robert Kubica        | BMW Sauber         | 58   | +56.7 s                    |
| 9   | 3  | Giancarlo Fisichella | Renault            | 58   | +59.4 s                    |
| 10  | 14 | David Coulthard      | Red Bull-Renault   | 58   | +71.0 s                    |
| 11  | 17 | Alexander Wurz       | Williams-Toyota    | 58   | +79.6 s                    |
| 12  | 11 | Ralf Schumacher      | Toyota             | 57   | +1 giro                    |
| 13  | 7  | Jenson Button        | Honda              | 57   | +1 giro                    |
| 14  | 23 | Anthony Davidson     | Super Aguri-Honda  | 57   | +1 giro                    |
| 15  | 18 | Vitantonio Liuzzi    | Toro Rosso-Ferrari | 57   | +1 giro                    |
| 16  | 12 | Jarno Trulli         | Toyota             | 57   | +1 giro                    |
| 17  | 8  | Rubens Barrichello   | Honda              | 57   | +1 giro                    |
| 18  | 22 | Takuma Satō          | Super Aguri-Honda  | 57   | +1 giro                    |
| 19  | 19 | Sebastian Vettel     | Toro Rosso-Ferrari | 57   | +1 giro                    |
| 20  | 21 | Sakon Yamamoto       | Spyker-Ferrari     | 56   | +2 giri                    |
| 21  | 20 | Adrian Sutil         | Spyker-Ferrari     | 53   | Pressione carburante       |
| Rit | 15 | Mark Webber          | Red Bull-Renault   | 9    | Idraulica                  |

## Classifiche

### Piloti
| Pos. | Pilota               | Punti |
| ---- | -------------------- | ----- |
| 01   | Lewis Hamilton       | 84    |
| 02   | Fernando Alonso      | 79    |
| 03   | Felipe Massa         | 69    |
| 04   | Kimi Räikkönen       | 68    |
| 05   | Nick Heidfeld        | 47    |
| 06   | Robert Kubica        | 29    |
| 07   | Heikki Kovalainen    | 19    |
| 08   | Giancarlo Fisichella | 17    |
| 09   | Alexander Wurz       | 13    |
| 10   | Nico Rosberg         | 9     |
| 11   | Mark Webber          | 8     |
| 12   | David Coulthard      | 8     |
| 13   | Jarno Trulli         | 7     |
| 14   | Ralf Schumacher      | 5     |
| 15   | Takuma Satō          | 4     |
| 16   | Sebastian Vettel     | 1     |
| 17   | Jenson Button        | 1     |

### Costruttori
| Pos. | Team              | Punti |
| ---- | ----------------- | ----- |
| 01   | McLaren-Mercedes  | 163   |
| 02   | Ferrari           | 137   |
| 03   | BMW Sauber        | 77    |
| 04   | Renault           | 36    |
| 05   | Williams-Toyota   | 22    |
| 06   | RBR-Renault       | 16    |
| 07   | Toyota            | 12    |
| 08   | Super Aguri-Honda | 4     |
| 09   | Honda             | 1     |